# Acanthonotozoma inflatum
Acanthonotozoma inflatum är en kräftdjursart som först beskrevs av Henrik Nikolai Krøyer 1842.  Acanthonotozoma inflatum ingår i släktet Acanthonotozoma och familjen Iphimediidae. Inga underarter finns listade i Catalogue of Life.